# DJK TuS Essen-Holsterhausen
Der DJK TuS Essen-Holsterhausen 1921 e.V. (kurz: TuS Holsterhausen) ist ein Sportverein aus Essen-Holsterhausen. Die Tischtennis-Damenmannschaft spielte viele Jahre für den TuS Holsterhausen in der Bundesliga. Heute besteht der Verein aus den Abteilungen Fußball-Senioren und Fußball-Junioren. Die Vereinsfarben sind Gelb und Schwarz.
Verbandszugehörigkeit: Fußballverband Niederrhein (FVN), Essener Sportbund (ESPO), DJK-Sportverband
DJK bedeutet Deutsche Jugendkraft, TuS steht für Turn- und Sportverein.

## Vereinsgeschichte
Der Verein wurde 1921 als DJK TuS Holsterhausen gegründet. Er entstand aus der Jugend des Jungmännervereins der Essener Pfarre St. Mariä Empfängnis. Von Beginn an wurde Fußball, Leichtathletik und Turnen betrieben, später kamen Schlagball, Faustball und Handball hinzu.
Mit dem Verbot der DJK-Sportverbände durch die Nationalsozialisten wurden im Juni 1935 alle dem DJK angeschlossenen Vereine aufgelöst, so auch der TuS Holsterhausen. Am 10. Mai 1948 wurde er als DJK TuS Holsterhausen 1921 neu gegründet.
Die Fußballer des DJK TuS Holsterhausen wurden 1953 „Deutscher DJK-Bundesmeister“ und 1957 „Deutscher DJK-Vizemeister“.
Die Gründung der Tischtennisabteilung datiert auf den 5. Mai 1955. Die 1. Damenmannschaft stieg 1995 in die 1. Bundesliga auf und war für viele Jahre der bekannteste Teil des Vereins.
Schließlich änderte der Verein am 24. April 2009 seinen Namen in DJK TuS Essen-Holsterhausen 1921 e.V.

## Auszeichnungen
Der Verein erhielt 1991 den Ehrenbrief der Stadt Essen als Auszeichnung für „hervorragende Vereinsarbeit auf dem Gebiete des Sports“. Die Fußball-Jugendabteilung des TuS wurde 1998 für ihre „besonders bemerkenswerte Jugendarbeit“ mit der Urkunde der Sepp-Herberger-Stiftung ausgezeichnet.

## Tischtennis (bis 2012)
Am bekanntesten ist die Damenmannschaft. Unter dem Manager und Sponsor Hans-Willi Frohn stieg sie 1993 erstmals in die 2. Bundesliga auf. In dieser Zeit betreuten die Trainer Petr Korbel, Frank Backhaus, Frank Piepenburg und Andreas Stapelmann das Team. Zwei Jahre später wurde es Meister und erreichte die 1. Bundesliga, aus der sie 1997 wegen Personalproblemen wieder abstieg. Im Folgejahr musste sie auch in dieser Klasse absteigen. 2000 kehrte sie in die 2. BL zurück, kam 2003 in die 1. BL, in der sie nach zwei einjährigen Gastspielen in der 2. BL bis heute spielt. Im Sommer 2012 schloss sich die Tischtennisabteilung dem TUSEM Essen an und tritt seitdem unter diesem Namen auf.
Wichtige Stationen
- 1992 Aufstieg in die Regionalliga
- 1993 Aufstieg in 2. BL
- 1995 Aufstieg in 1. BL mit Polona Frelih, Romana Kvapilova, Margit Freiberg-Nolten, Sandra Nienhaus, Alexandra Stapelmann, Katja Pechr
- 1997 Abstieg aus 1. BL
- 1998 Abstieg aus 2. BL
- 2000 Aufstieg in 2. BL
- 2003 Aufstieg in 1. BL mit Guo Pengpeng, Floor Tebbe, Ilka Böhning, Margit Freiberg-Nolten, Sandra Tönges
- 2004 Abstieg aus 1. BL
- 2005 Aufstieg in 1. BL mit Guo Pengpeng, Ilka Böhning, Katharina Michajlova, Floor Tebbe, Margit Freiberg-Nolten, Olga Koop
- 2006 Abstieg aus 1. BL
- 2007 Aufstieg in 1. BL mit Guo Pengpeng, Katharina Michajlova, Ilka Böhning, Mirjam Hooman, Olga Koop

Damenmannschaft in der Saison 2010/11
1. Elke Schall      (Deutschland)
2. Qi Shi               (China)
3. Marta Golota         (Polen)
4. Kelly Sibley         (Frankreich)
5. Na Yin               (China)
6. Wen Wen Li           (China)
7. Nina Frohn           (Deutschland)
8. Wen Jun Wang         (China)
9. Nicola Frohn         (Deutschland)

## Fußball
Fußball-Senioren
Seit der Gründung wird beim TuS Holsterhausen Fußball gespielt. In den 50er Jahren waren die Erfolge bei den DJK-Meisterschaften herausragend:
- 1953 wurde der DJK TuS Holsterhausen Deutscher DJK-Bundesmeister,
- 1957 wurde er Deutscher DJK-Vizemeister.

Mit der Meisterschaft 1986 in der Kreisklasse A stieg die 1. Mannschaft erstmals in die Bezirksliga auf. Hier belegten sie 1987 den 4. Platz, mussten dann aber 1991 in die Kreisklasse A absteigen. Es folgten der erneute Aufstieg in die Bezirksliga 2004 und 2008. In der Saison 2002/2003 stellte der TuS erstmals eine Damenmannschaft, 2008 schaffte diese den Aufstieg in die Bezirksliga. Bis 2011 nahm sie am Meisterschaftspielbetrieb teil.
In der Saison 2016/17 spielt die erste Männermannschaft in der Bezirksliga.
Fußball-Junioren
Von Beginn an gab es beim TuS Holsterhausen auch eine Fußball-Jugendabteilung. Bis zur Spielsperre für DJK-Vereine im Jahre 1934 erreichten die Jugendmannschaften fünf Gruppen- und zwei Bezirksmeisterschaften. Spieler der ehemaligen A-Jugend seien es gewesen, die Ende 1947 den Anstoß zur Wiedergründung des Vereins gegeben hätten.
Neben der sportlichen Ausbildung der Kinder und Jugendlichen ist dem Verein die Entwicklung eines sozialen Miteinanders wichtig. Mannschaftsfahrten und andere Aktivitäten fördern die durch den Sport entstehenden Bindungen und Freundschaften. Einige Mannschaften haben in den letzten Jahren an internationalen Turnieren im Ausland teilgenommen – eine Entwicklung die weiter gefördert wird.
In der Saison 2013/14 stellte die Jugendabteilung zwölf Teams in allen Altersklassen, bei den Bambini, F- und E-Jugend sind sogar mindestens zwei Mannschaften gemeldet. Die Mannschaften der A-, B- und C-Jugend spielen in der Leistungsklasse, der höchsten Spielklasse des Kreises.
Die Platzanlage an der Pelmanstraße
Seit 1922 ist der DJK TuS Essen-Holsterhausen 1921 e.V., mit Unterbrechungen, auf der Platzanlage an der Pelmanstraße beheimatet. Im Zweiten Weltkrieg wurde die Spielstätte schwer beschädigt und anschließend als Schuttplatz benötigt. Ab Oktober 1949 konnte dann wieder an der Pelmanstraße gespielt werden. Im Juni 1995 übergab die Stadt Essen dem Verein die Anlage zu eigenverantwortlichen Unterhaltung. Im Sommer 2012 wurde die Platzanlage umfänglich modernisiert, eine Kunstrasenspielfläche und kleine Stehtribünen angelegt.